# 2016년 하계 올림픽 아르메니아 선수단
2016년 하계 올림픽 아르메니아 선수단은 2016년 8월 5일에서 8월 21일까지 브라질 리우데자네이루에서 열린 2016년 하계 올림픽에 참가한 올림픽 아르메니아 선수단이다.

## 출전 선수
| 종목   | 남자 | 여자 | 전체 |
| ------ | ---- | ---- | ---- |
| 육상   | 1    | 4    | 5    |
| 복싱   | 5    | 0    | 5    |
| 체조   | 2    | 1    | 3    |
| 유도   | 1    | 0    | 1    |
| 사격   | 1    | 0    | 1    |
| 수영   | 1    | 1    | 2    |
| 역도   | 5    | 2    | 7    |
| 레슬링 | 8    | 0    | 8    |
| 전체   | 24   | 8    | 32   |

## 같이 보기
- 올림픽 아르메니아 선수단